# Семейка Аддамс (мультсериал, 1992)
«Семе́йка А́ддамс» (англ. The Addams Family) — мультсериал 1992 года, снятый на студии Hanna-Barbera в 1992 году. Второй мультсериал о персонажах Семейки Аддамс.
Для мультсериала характер семейки был смягчён, как и в мультсериале 1973 года, для того чтобы дети не боялись их.

## Сюжет
Семейка Аддамс, живущая в особняке в городе Хэппидэйл-Хайтс, попадает в разные ситуации. Иногда к ним попадают разные люди, которые удивляются их странности.

## Озвучивание
- Джон Эстин — Гомес Аддамс (актёр повторил свою роль из сериала 1960-х годов)
- Нэнси Линари — Мортиша (Фрамп) Аддамс
- Деби Дерриберри — Уэнсдей Аддамс
- Джинни Элиас — Пагсли Аддамс
- Рип Тейлор — дядя Фестер
- Кэрол Ченнинг — бабушка Фрамп
- Джим Каммингс — Ларч, некоторые другие персонажи
- Пэт Фрейли — Кузен Итт
- Роб Полсен — Норман Норманмейер
- Эди МакКлург — Нормина Норманмейер
- Дик Билс — Норман «Нью-Джерси» Норманмейер-младший

## Заметки
1. ↑  Руководящий режиссёр (1 сезон)